# Rhionaeschna itatiaia
Rhionaeschna itatiaia – gatunek ważki z rodziny żagnicowatych (Aeshnidae). Endemit południowo-wschodniej Brazylii, stwierdzony w stanach Minas Gerais i Rio de Janeiro.